# نامپا (آیداهو)
نامپا (به انگلیسی: Nampa) شهری در شهرستان کانیون ایالت آیداهو است که جمعیت آن در سرشماری سال ۲۰۱۰ میلادی ۸۱٬۵۵۷ نفر بوده است.